# Rahn Burton
Rahn Burton (ook: Ron Burton) (Louisville (Kentucky), 10 februari 1934 – New York, 25 januari 2013) was een Amerikaanse jazzpianist- en organist.
Burton speelde onder andere bij Tommy Walker en Edgar „Eggeye“ Brooks. Vanaf 1953 toerde hij zes jaar lang met Rahsaan Roland Kirk in het Middenwesten. In 1960 ging hij naar New York, waar hij werkte als freelancer, speelde in de band van Chris Powell (in Syracuse (New York), 1960/1961) en organist was bij George Adams. In Atlanta werkte hij samen met Sirone.
Vanaf het einde van de jaren zestig tot halverwege de jaren zeventig was Burton opnieuw actief bij Kirk, waarmee hij meerdere albums opnam. Begin jaren 70 had hij tevens een eigen groep, African-American Connection. In een trio met Walter Booker en Jimmy Cobb nam hij in 1992 het album The Poem op, voor DIW Records. Verder bracht hij de soloplaat On Green Dolphin Street uit. Als 'sideman' werkte hij mee met musici als Michael Carvin, Stanley Turrentine, Leon Thomas, Carlos Garnett, Hannibal Marvin Peterson, Charlie Rouse, Beaver Harris, Massimo Urbani en Nicolas Simion.

## Discografie
Met George Adams
- 1979: Paradise Space Shuttle (Timeless)
- 1984: More Sightings (Enja) met Marvin "Hannibal" Peterson

Met Michael Carvin
- 1975: The Camel (SteepleChase)

Met Ellen Christi
- 1985: Live at Irving Plaza (Soul Note)

Met Dick Griffin
- 1974: The Eighth Wonder (Strata-East)

Met Beaver Harris
- 1979: Beautiful Africa (Soul Note)
- 1980: Safe (Red)
- 1981: Live at Nyon (Cadence)

Met Rahsaan Roland Kirk
- 1960: Introducing Roland Kirk (Argo)
- 1968: The Inflated Tear (Atlantic)
- 1968: Left & Right (Atlantic)
- 1969: Volunteered Slavery (Atlantic)
- 1970: Rahsaan Rahsaan (Atlantic)
- 1972, 2006: Brotherman in the Fatherland (Rhino)
- 1972, 1996: I, Eye, Aye: Live at the Montreux Jazz Festival (Rhino)
- 1973: Prepare Thyself to Deal with a Miracle (Atlantic)
- 1973: Bright Moments (Atlantic)

Met Jemeel Moondoc
- 1985: Nostalgia in Times Square (Soul Note)

Met Massimo Urbani
- 1979: 360° Aeutopia (Red)